# Fattig men dock rik
Fattig men dock rik är en psalmtext författad av Lina Sandell-Berg

## Publicerad i
- Sionstoner 1889 som nr 194
- Nya Pilgrimssånger 1892 som nr 503 under rubriken "Församlingssånger"
- Sionstoner 1935 som nr 517 under rubriken "Nådens ordning: Trosliv och helgelse".
- Guds lov 1935 som nr 285 underrubriken "En kristens saliga frid och trygghet".
- Sions Sånger 1951 som nr 44
- Sions Sånger 1981 som nr 124 under rubriken "Kristlig vandel".
- Lova Herren 1988 som nr 476 under rubriken "Guds barns trygghet och frid".